# Cégénydányádi Kastélypark Természetvédelmi Terület

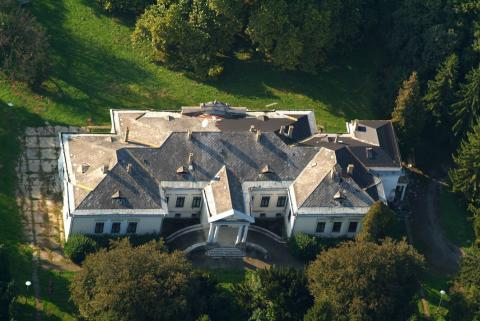
A kastély légi fotója

A Cégénydányádi park a 19. században épült, a reformkor idején, angol minta szerinti tájképi kertként, a Szamost kísérő puha- és keményfa állományú ligeterdők helyén, részben megőrizve az eredeti faállományt.
A Szamos mellett elterülő parkot a környék ősi birtokosai, az egymással rokon Kende és Kölcsey családok alakították ki a két egymás mellett fekvő és később összeépült településen, Czégényen és Dányádon.

## Fekvése

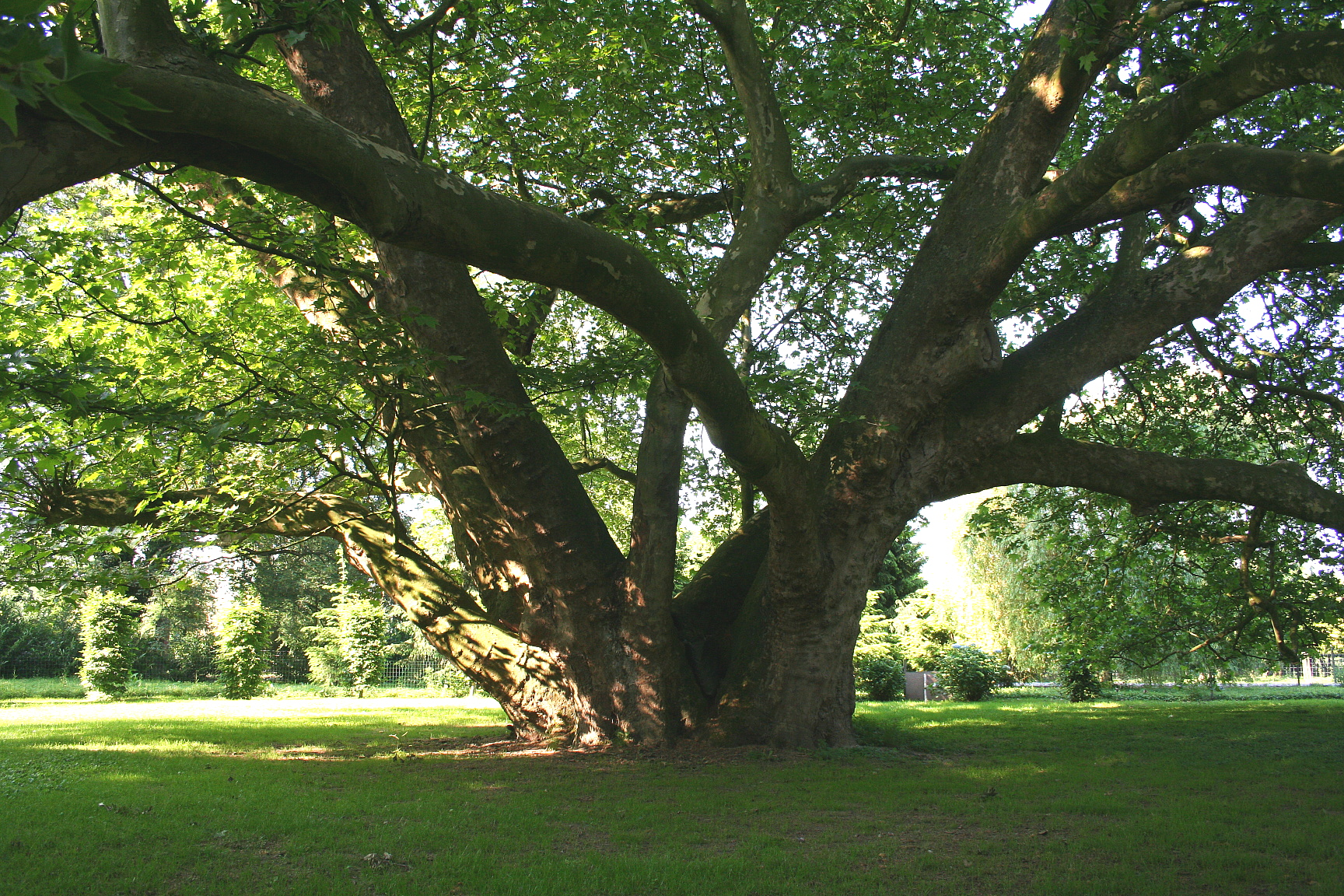
Platán

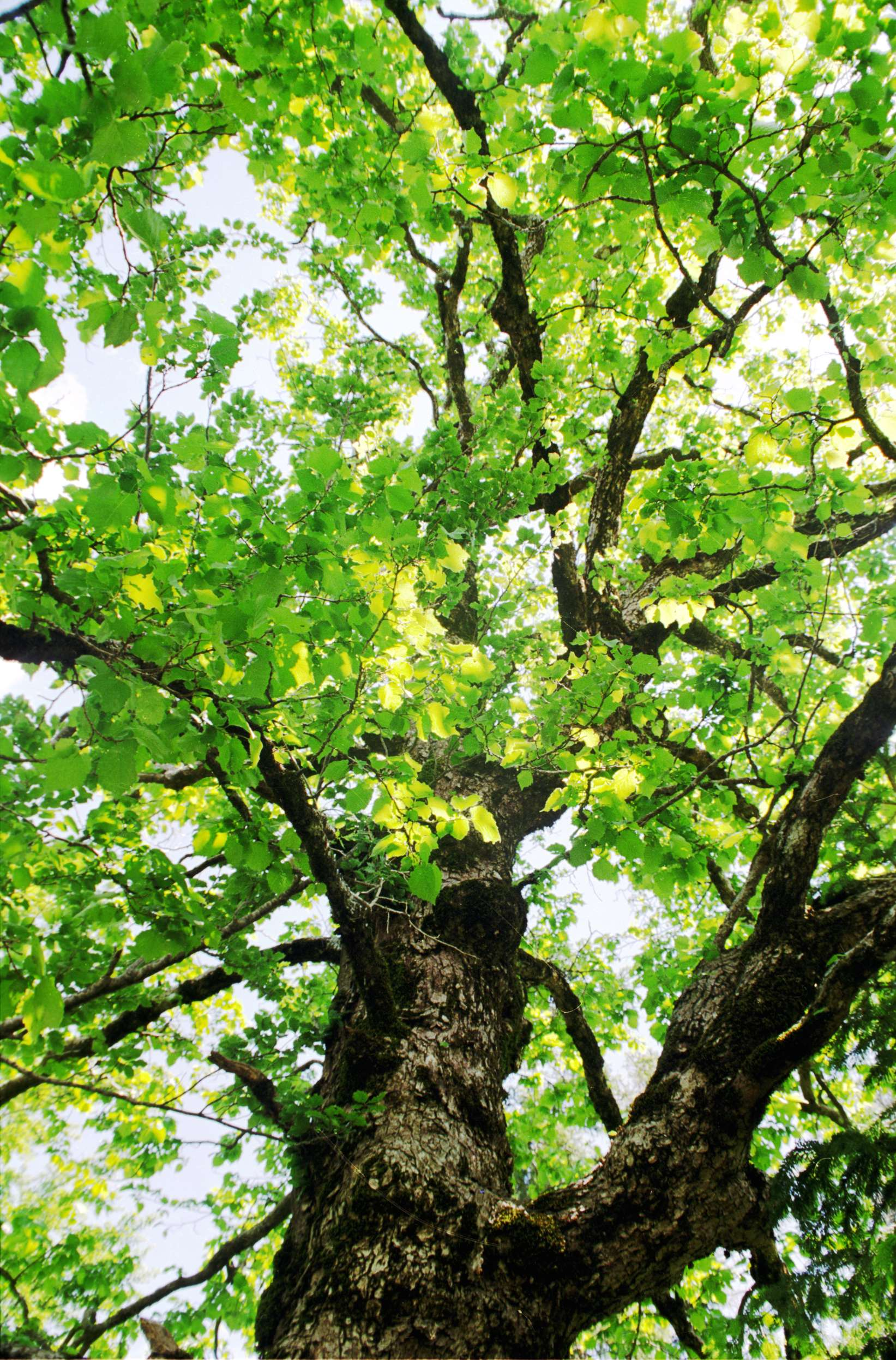
Törökmogyoró

Szabolcs-Szatmár-Bereg vármegye keleti részén, a Szatmári-síkságon, Cégénydányádon található a Szamos jobb partján, a községen átvezető 4136-os út mellett, annak déli oldalán.

## A kastély története
A kúriát Kende Zsigmond építtette 1833-ban, klasszicista stílusban, a Szamos-folyó partjára.
A földszintes épület impozáns, különleges homlokzatkialakítással készült.
Kölcsey Ferenc ide írt verssorai ékesítik:
„Alkota munkáskéz engem; s a szőke Szamosnak
partjain a költő lát vala s zenge felém:
Ház, örökülj; s vídám békével tartsad öledben
gazdád, s gyermekeit, s hív unokái sorát"
A kastély különlegessége fehér faragott kőből épült főbejárata, valamint boltozatos megoldású előcsarnoka.
Az épület másfél éves rekonstrukciója után 2015-ben megnyitotta kapuit. Az 1913-as állapotoknak megfelelően felújított épületben most múzeum működik

## A park története

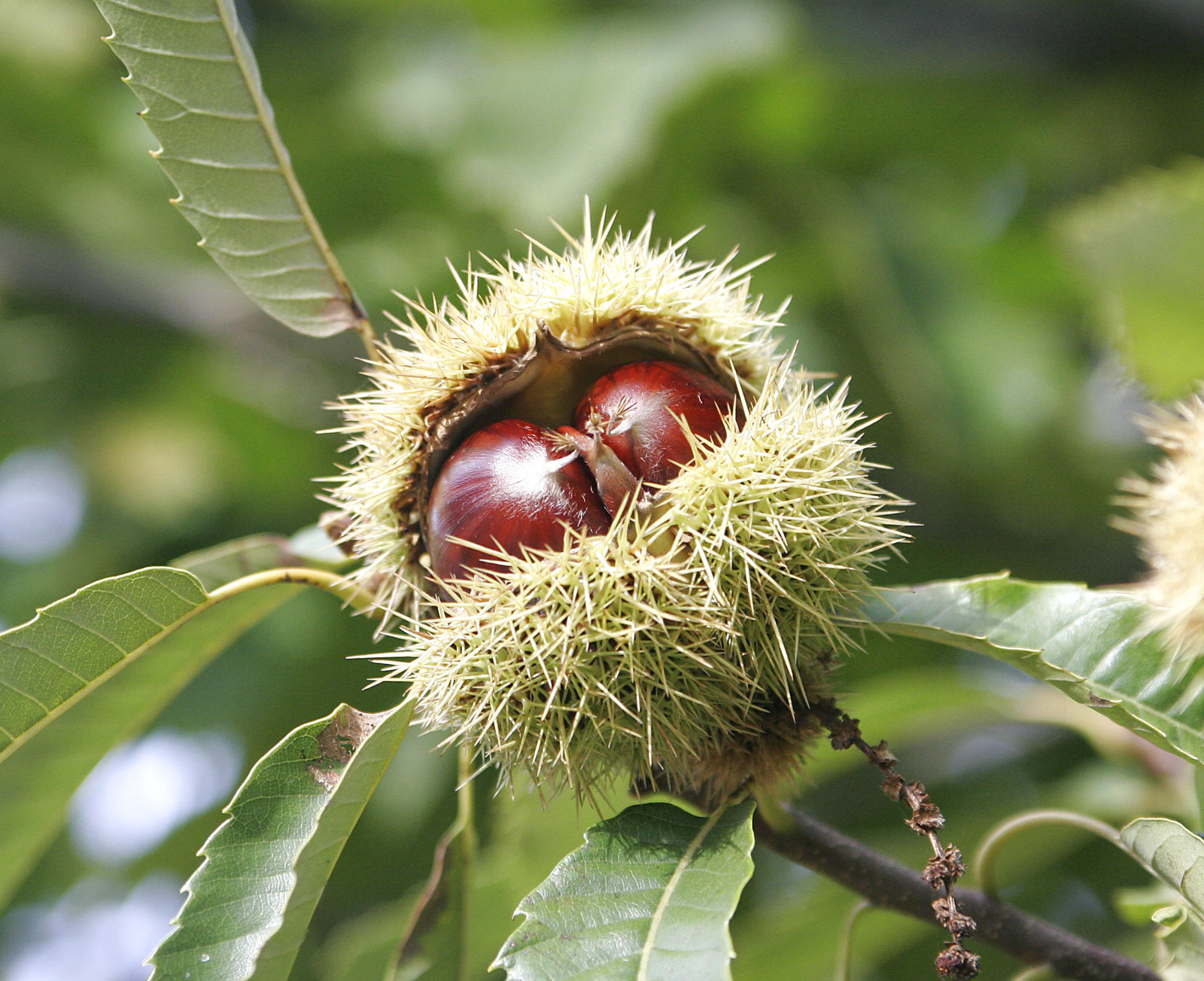
Szelídgesztenye

Az egykor 100 holdas parkot még Kende Zsigmond alapította a Szamos melletti ligeterdők (tölgy, bükk, szil, nyárfa) anyagának felhasználásával, a kor divatját követve, angol minta alapján.
Bár a sok hányattatásnak kitett park faállománya az elmúlt időszakok viszontagságai miatt eléggé megcsappant, de a park azért a még megmaradt faritkaságaival ma is sok élményt kínál az idelátogatóknak.
A parkba belépve, mindjárt a kastély előtti előkertben csodálatos vérbükkök (Fagus) bordós lombkoronája fogadja az ide érkezőt.

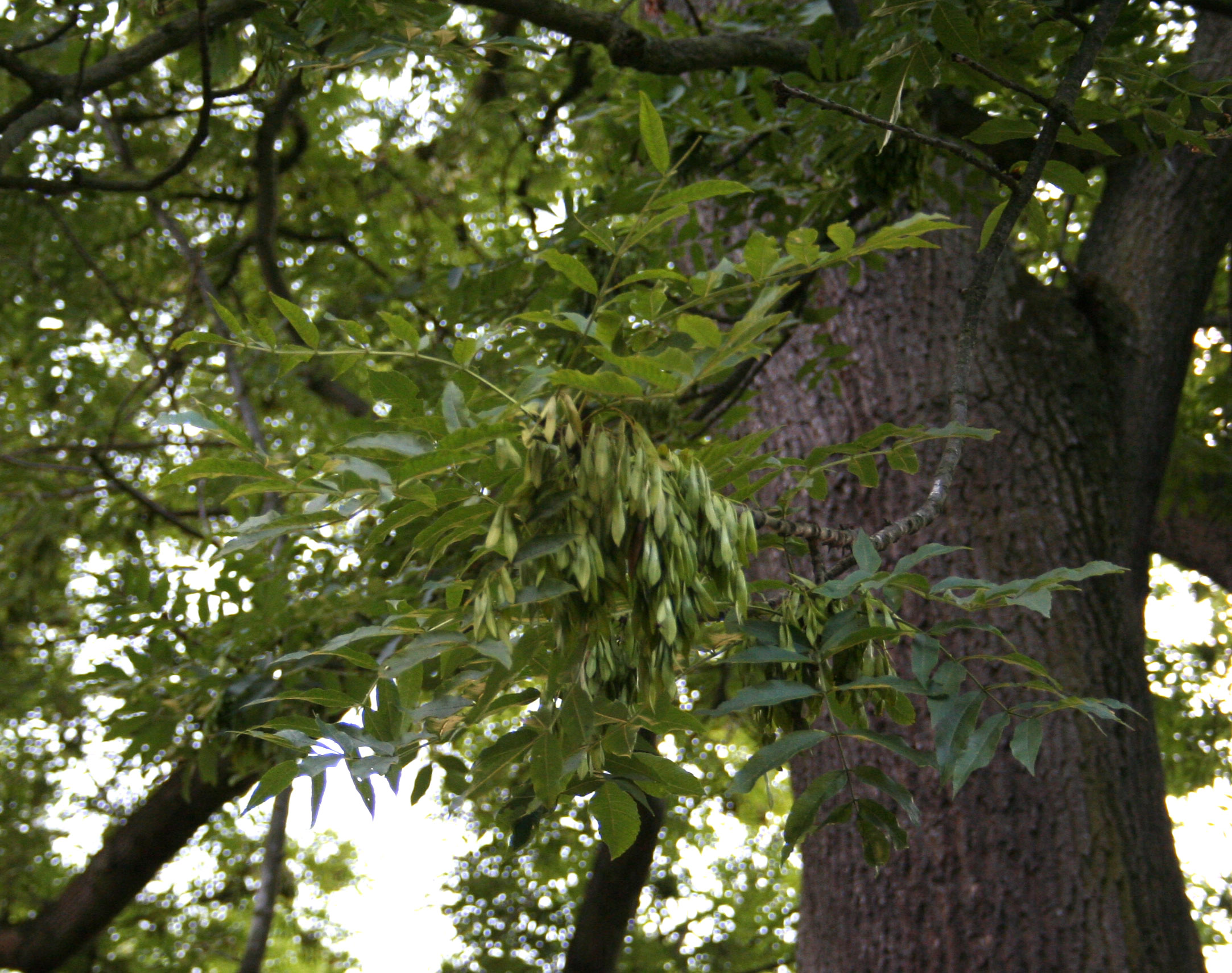
Kőris

Azonban az igazi különlegesség a kastély mögött található: egy közel 160 éves, 25 méter magas, hatalmas lombkoronájú közönséges platán (Platanus × acerifolia, syn. Platanus × hybrida) uralja a tisztást. A közel 7 méter törzskörméretű fa három törzse fonódik egybe, hosszan kinyúló ágait rudakkal támasztották alá, így védve a leszakadástól. Az óriás platán azonban nem egyedüli itt 690 cm törzskörméretével. Rajta kívül még van itt egy 534 cm, egy 449 cm, és egy 487 cm törzskörméretű példány is.
A platánoktól kissé távolabb áll egy 180–190 cm törzskörméretű 12 m magas tiszafa. Rajtuk kívül, a parkban több termetes, öreg fa is található: 388 cm törzskörméretű szelídgesztenye (Castanea sativa), 365 cm törzskörméretű lepényfa (Gleditsia triacanthos), 235 cm törzskörméretű páfrányfenyő (Ginkgo biloba), vadgesztenyék, és egyéb öreg fák is.

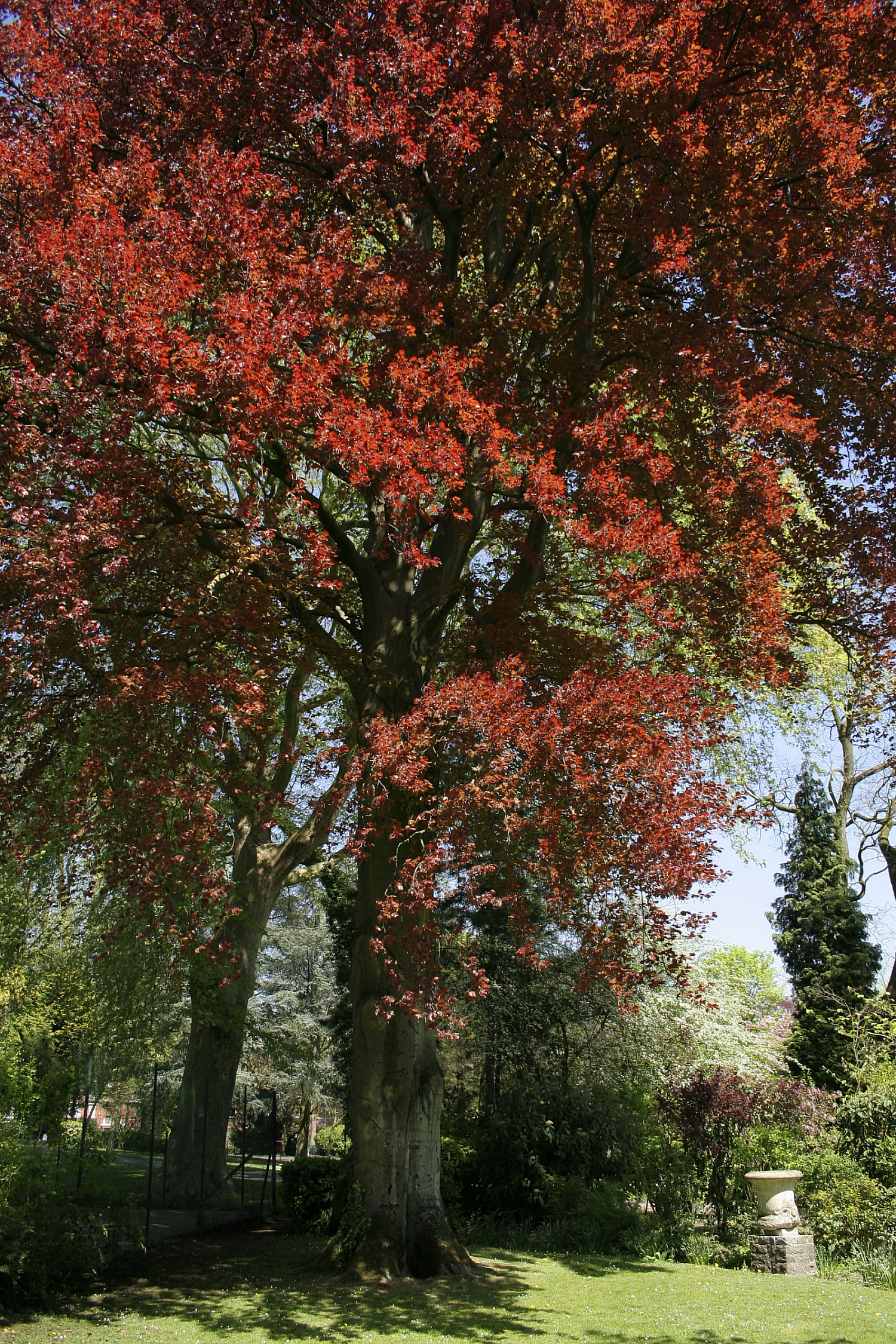
Vérbükk

A kert kialakításakor Kende Zsigmond úgy válogatta össze a fa- és növényállományt, hogy azok színben és formában is egymással összhangban legyenek, s minden évszak kínáljon valami látnivalót.
A fák közül főként platánt, vérbükköt, amerikai kőrist, ezüsthársat ültetett, de a Szamos közelsége, a folyó árterének tápanyagokban gazdag öntéstalaja, az itteni bőséges esőzések, a nagy páratartalom, az ártéri erdők védőhatása következtében olyan fakülönlegességek telepítése is eredményes volt, melyek Magyarországon addig nem voltak megtelepíthetők.
A kert kialakítását hasonló nevű unokája is folytatta, aki főleg tűlevelűekkel gazdagította a parkot.
A varázslatos hangulatú angolkert a második világháború utánra szinte teljesen elpusztult. Az ínséges időkben a környékbeliek olyan fákat is kivágtak, melyekből az egész országban is csak az az egy példány volt.
A közben 18 holdra zsugorodott park az 1970-es nagy árvíz idején újabb nagy megpróbáltatásokon ment keresztül. A még megmenekült, sarjadásnak indult fái sorsa szinte a végleges kipusztulás volt, mivel a lakosság ide menekítette állatait az áradás elől.
A park rekonstrukciójához 1984-ben kezdtek hozzá, számbavéve, a megmaradt növényzetet, amely így is
lenyűgöző szépségű:

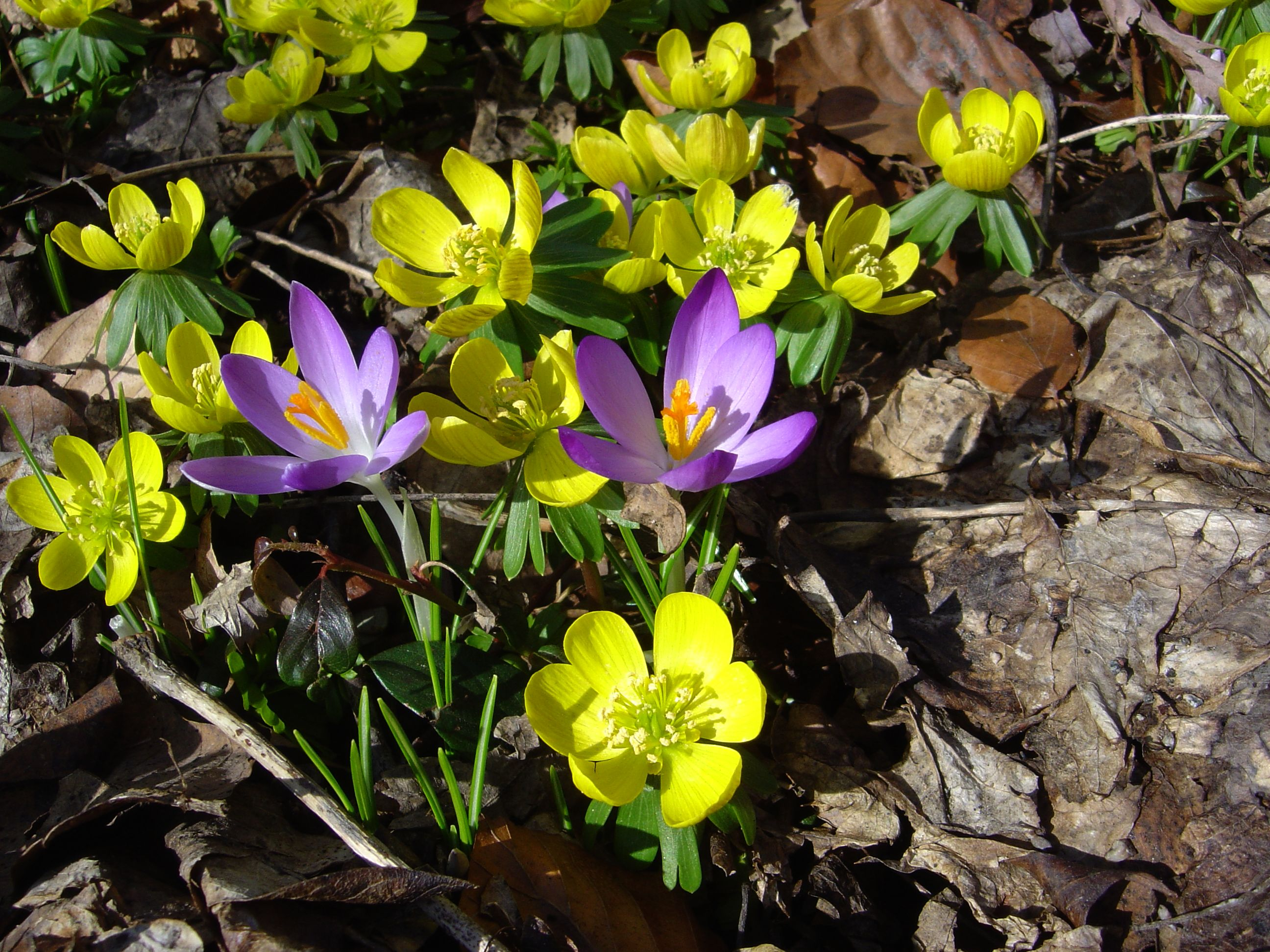
A téltemető sárga virága

Az óriási platánok, vérbükkök, a tulipánfa, a vörös tölgy, a több mint 100 éves páfrányfa (Gingko biloba), a liliomfa, a mediterrán hangulatú szelídgesztenyék, a sok tűlevelű , virginiai borókafenyő, feketefenyők, a törökmogyoró, a kaukázusi szárnyasdió, a fák alatt itt-ott megmaradt erős, édeskés illatú jázminbokrok, a szabdalt levelű, piros termésű fürtösbodza, a fák alját tavasszal ellepő téltemető, melynek Magyarországon itt található a legnagyobb összefüggő állománya.
A parkot az Alföld egyik legszebb kastélyparkjaként tartják számon.

## Növényvilága

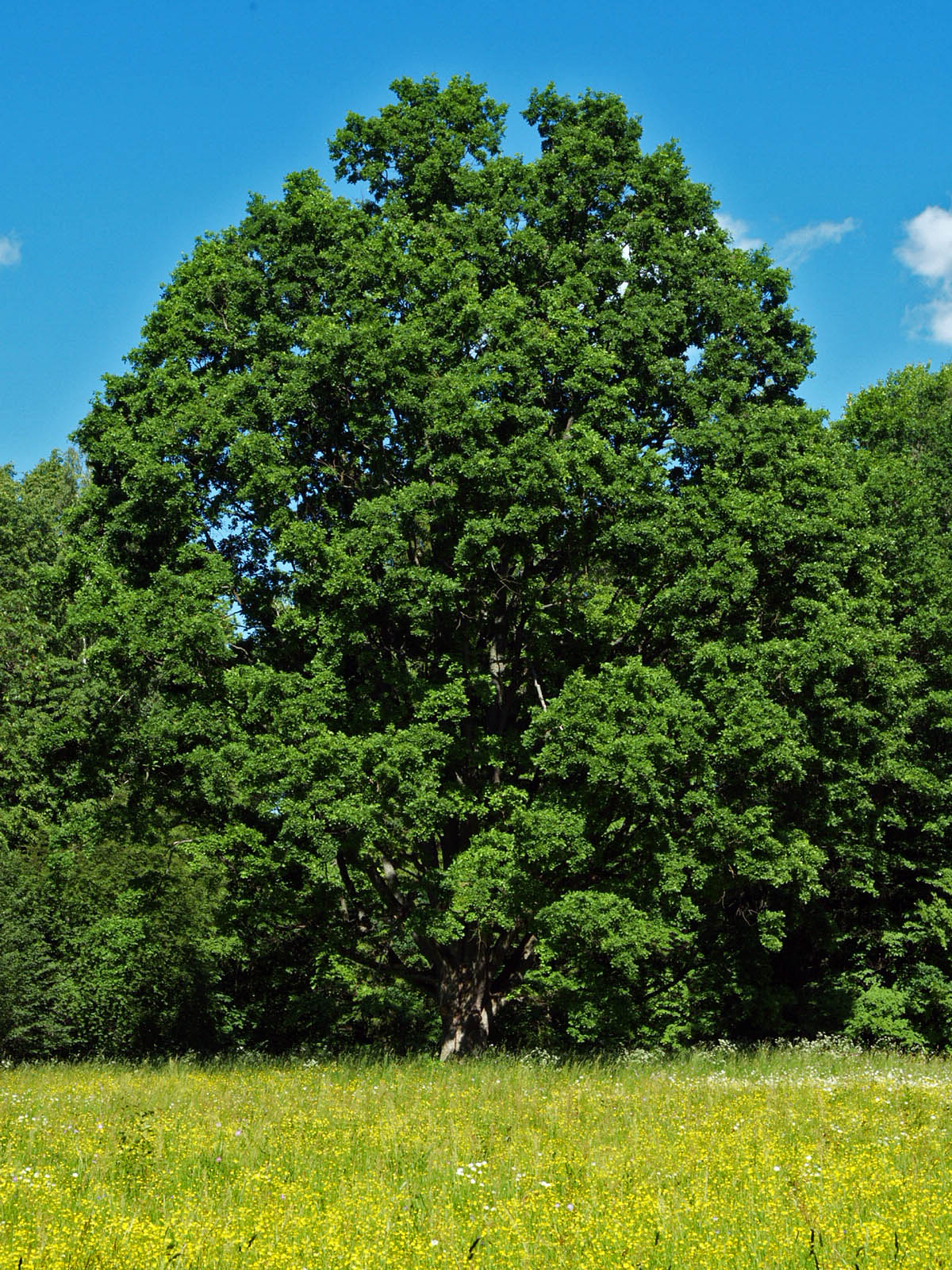
Öreg kocsányos tölgy

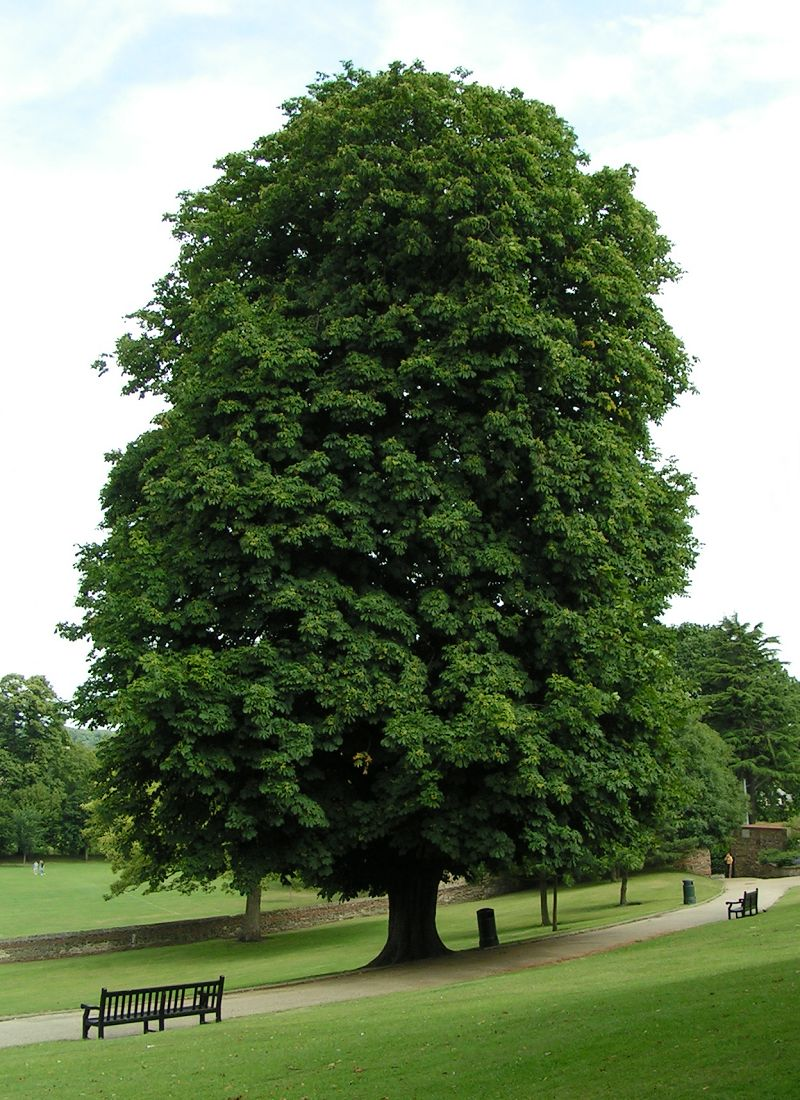
Vadgesztenye

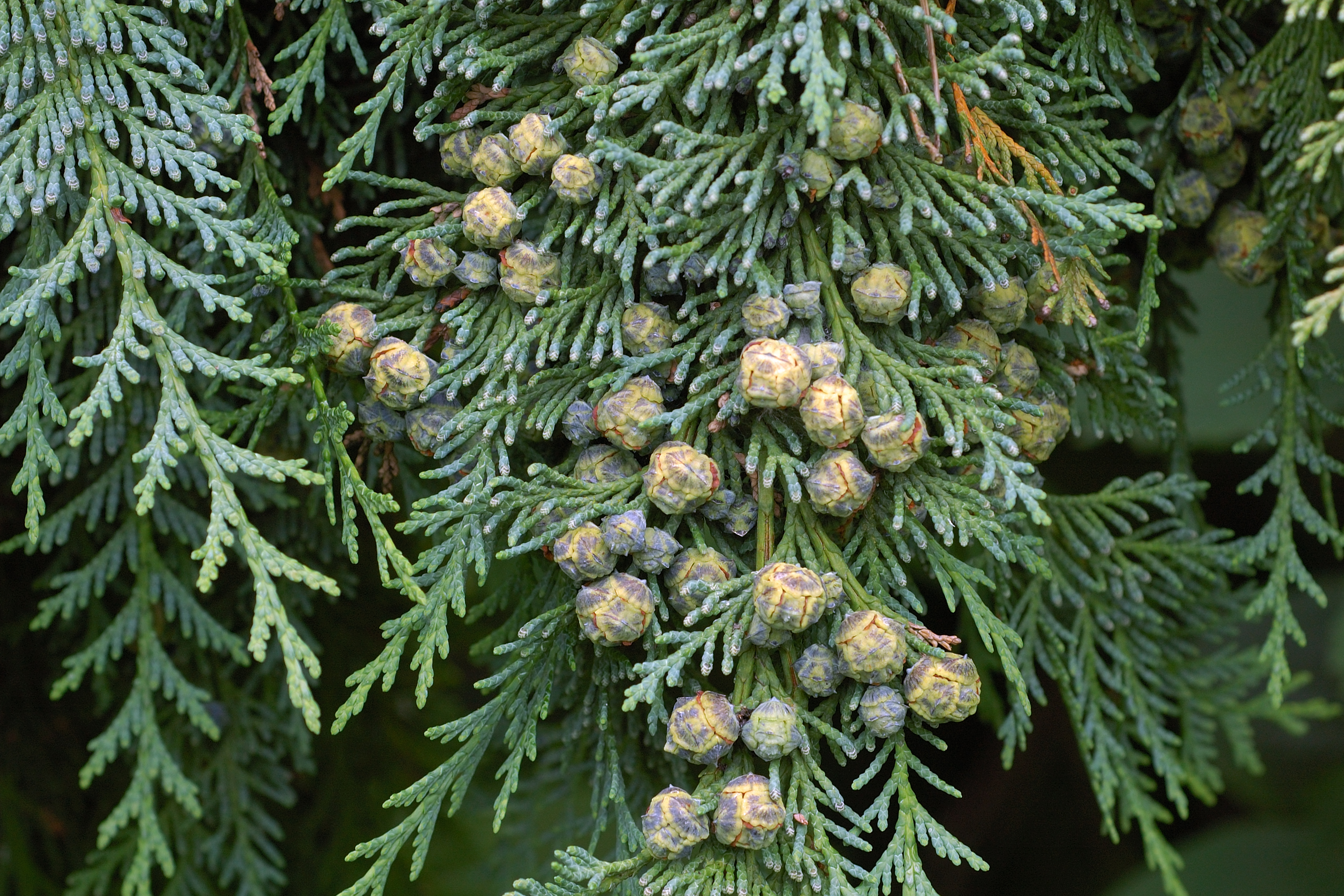
Oregoni álciprus (Chamaecyparis lawsoniana)

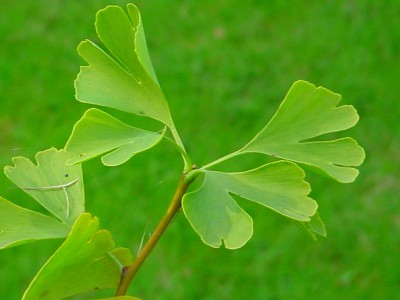
Páfrányfenyő levele

A Szamos ősi ligeterdőinek egykori faállományából mára ugyan alig maradt néhány példány, de azért ezek között is található még egy-egy termetes öreg példány, mint a 3 métert meghaladó törzskörméretű öreg kocsányos tölgy, vagy az a fehér nyár, mely a 25 méteres magasságot is eléri, s törzskörmérete 520 cm.
Az itt megtelepített faállomány viszont annál sokszínűbb képet mutat:
- Vörös tölgy (Quercus rubra) - ősszel pirosra színeződő lombjával díszíti a parkot
- Oregoni álciprus (Chamaecyparis lawsoniana)
- Vérbükk (Fagus sylvatica cv. Atropurpurea) - sötétbordós lombja teszi különlegessé
- Fraxinus excelsior cv. Diversifolia
- Páfrányfenyő (Ginkgo biloba) - Kínában honos
- Lepényfa (Gleditsia triacanthos) - hosszú, szúrós tüskéi, és lecsüngő termései teszik érdekessé
- Tulipánfa (Liriodendron tulipifera)
- Simafenyő (Pinus strobus)
- Közönséges platán (Platanus × acerifolia, syn. Platanus × hybrida)
- Mocsári tölgy (Quercus palustris)
- Lombhullató mocsári ciprus - a Szamos közelsége miatt különösen nagyra nőtt.
- Egylevelű kőris
- Közönséges tiszafa (Taxus baccata)
- Közönséges vadgesztenye (Aesculus hippocastanum)
- Szelídgesztenye (Castanea sativa) - a parknak mediterrán hangulatot kölcsönöz
- Kaukázusi szárnyasdió (Pterocarya fraxinifolia)
- Török mogyoró (Coryllus colurna)

Fenyőfélék közül:
- Kolorádói jegenyefenyő (Abies concolor)
- Duglászfenyő (Pseodtsuga menziesii)
- Kaukázusi jegenyefenyő (Abies nordmanniana)
- Vörösfenyő (Larix decidua) - lombhullató, vöröses törzse messziről világít a tájban
- Közönséges jegenyefenyő (Abies alba)
- Görög jegenyefenyő (Abies cephalonica)
- Kaukázusi lucfenyő
- Simafenyő (Pinus strobus)
- Erdei fenyő (Pinus sylvestris)
- Feketefenyő (Pinus nigra)
- Virginiai boróka (Juniperus virginiana)

Bokrok:
- Fürtös bodza (Sambucus racemosa) - piros, fürtös termésével díszít
- Kisvirágú vadgesztenye
- Kecskerágó - ősszel díszít pirosas termésével
- jázmin - virágzásakor erős, édeskés illattal árasztja el a kertet
- Alkörmös

A fák, bokrok alatt:
- Téltemető - sárga virága kora tavasszal lepi el a parkot

## Állatvilága

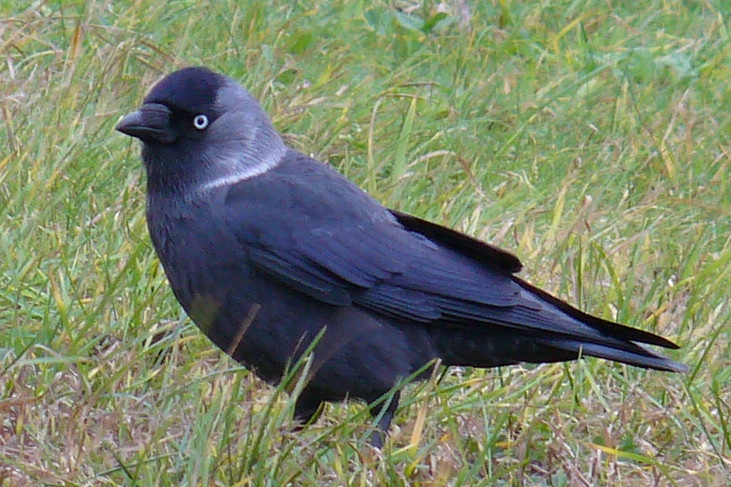
Csóka

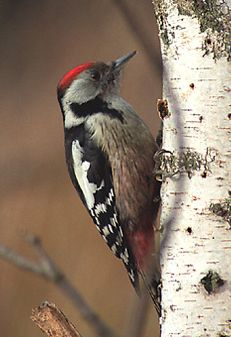
Közép fakopács

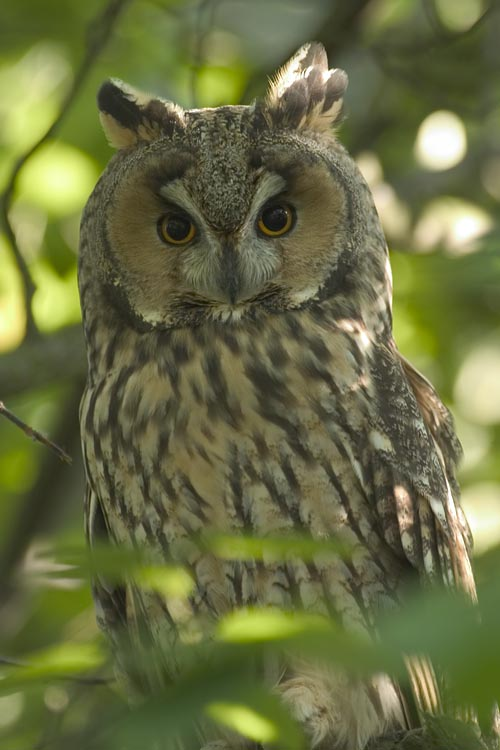
Erdei fülesbagoly

- Holló
- Csóka
- Erdei fülesbagoly
- Fekete harkály
- Nagy fakopáncs
- Balkáni fakopáncs
- Közép fakopáncs
- Kis fakopáncs

## Galéria

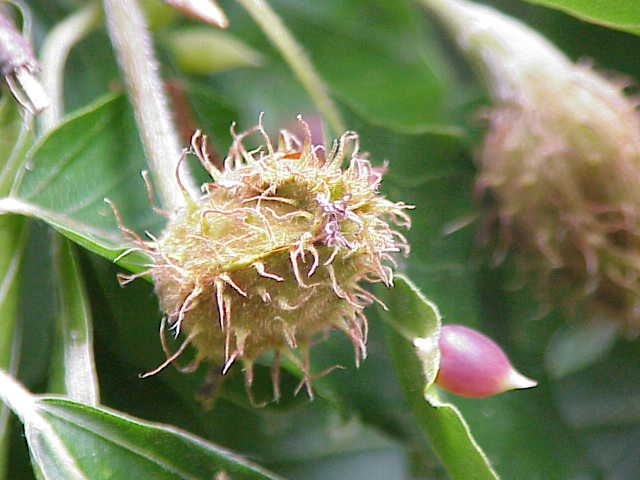
A bükk termése
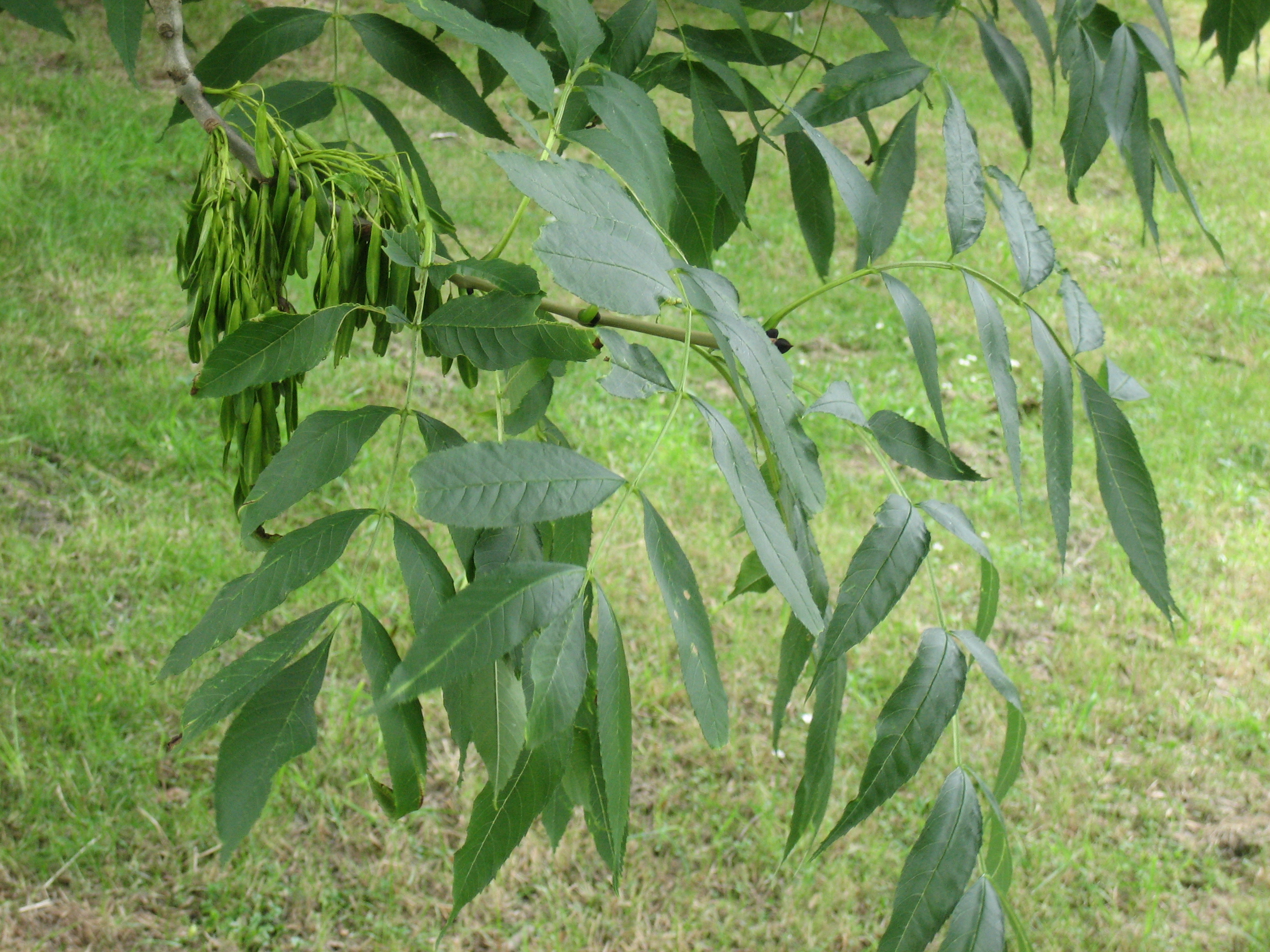
Kőris
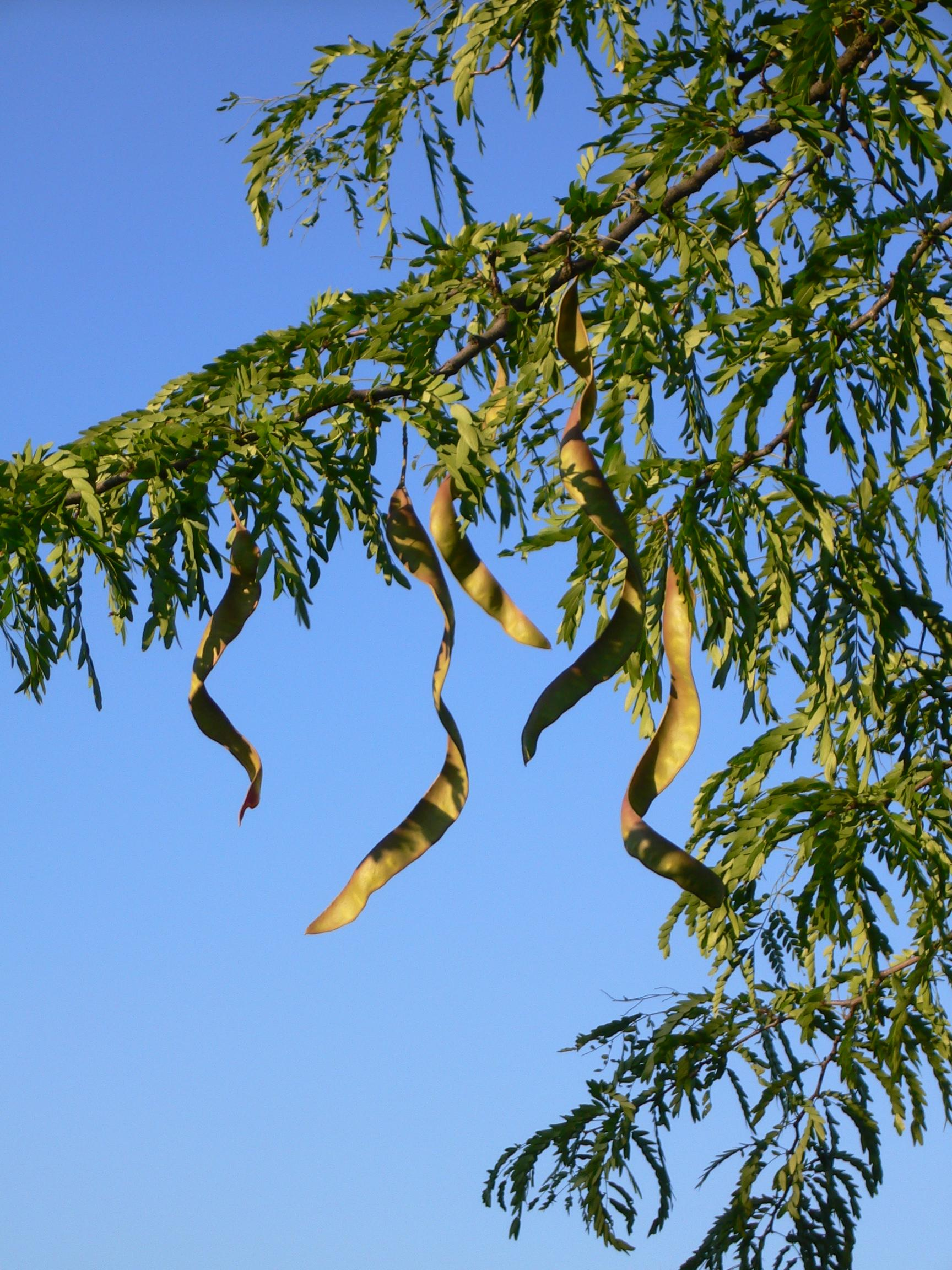
A lepényfa termése
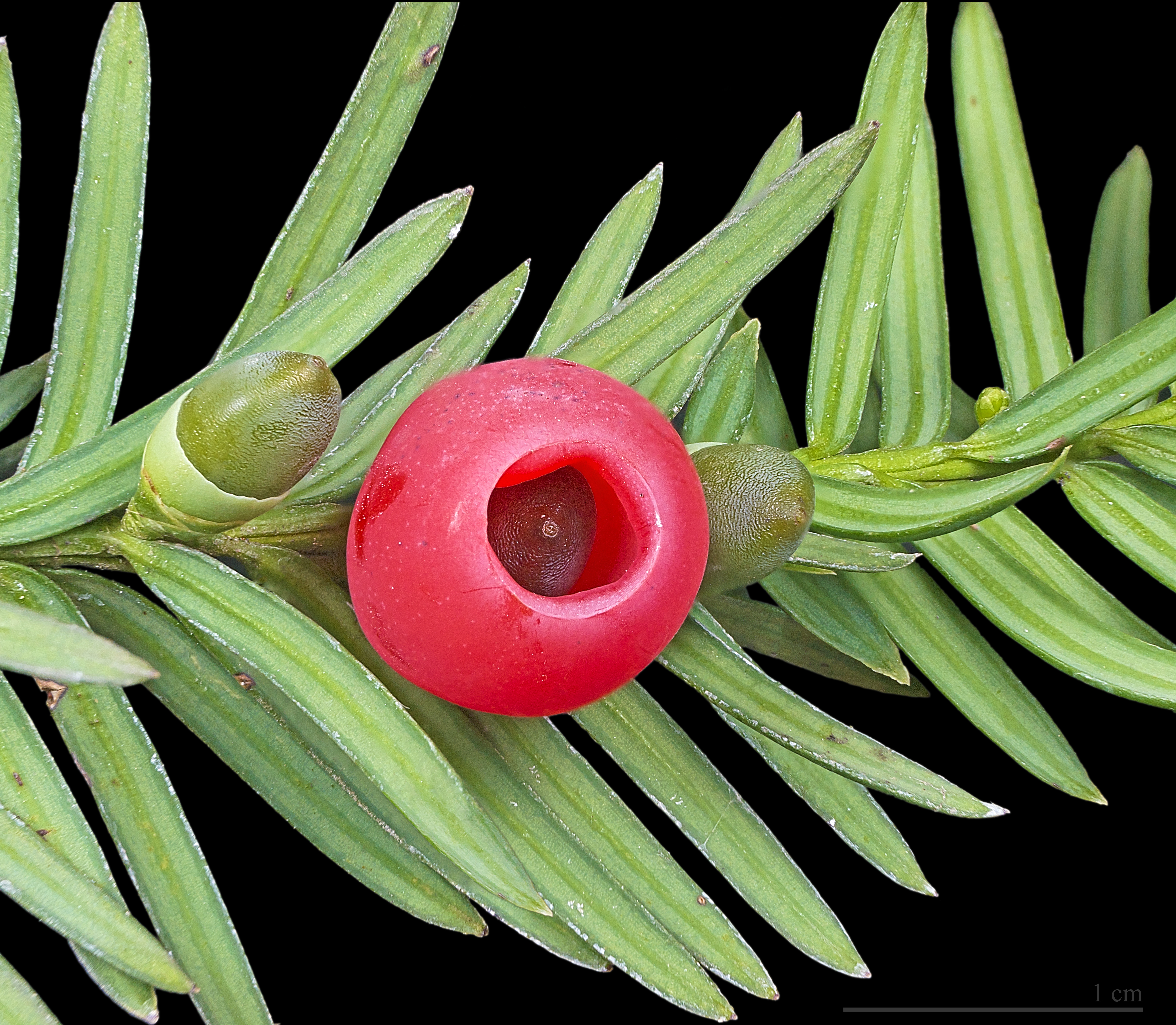
Tiszafa ága
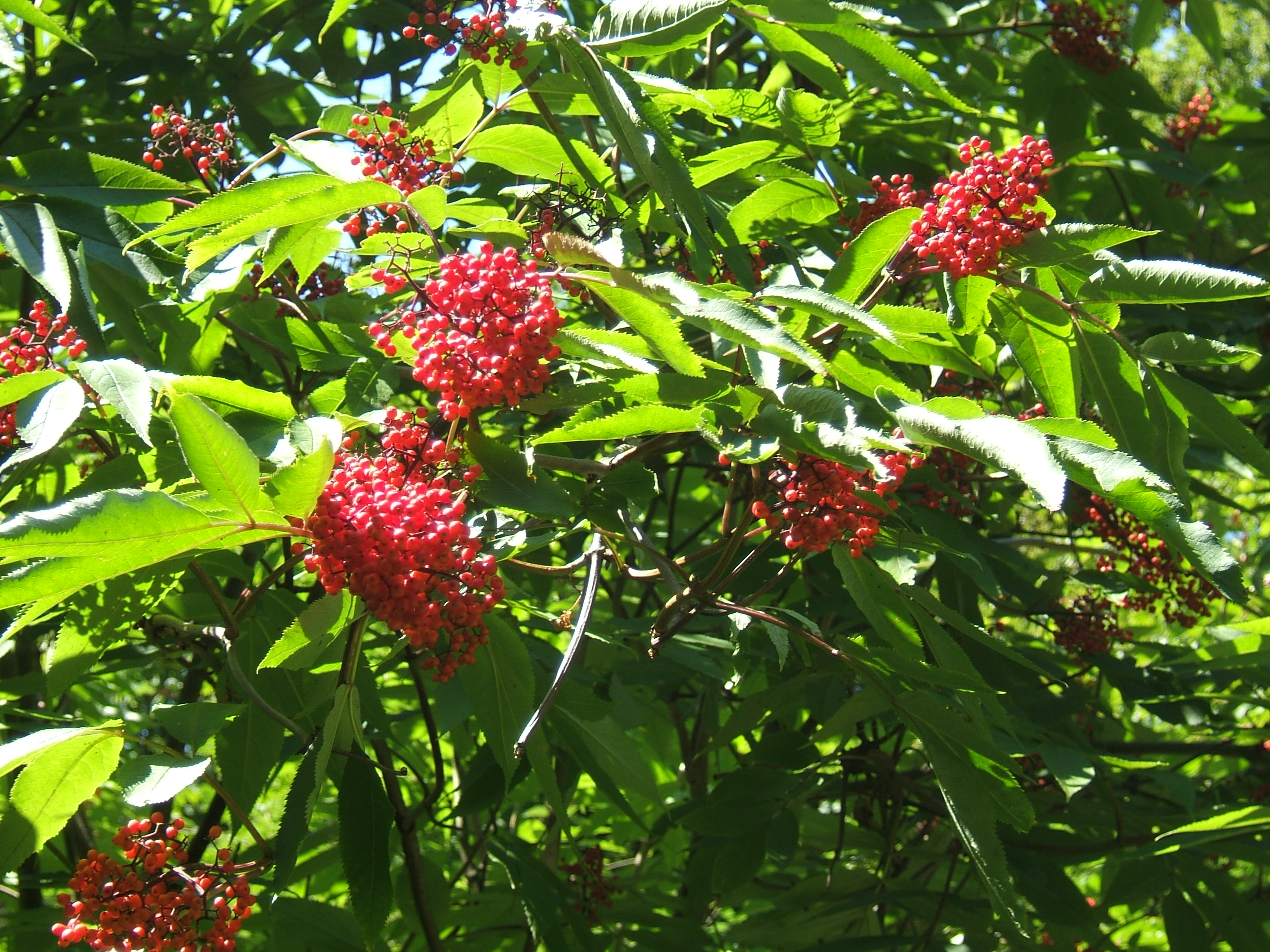
Szabdalt levelű (fürtös) bodza
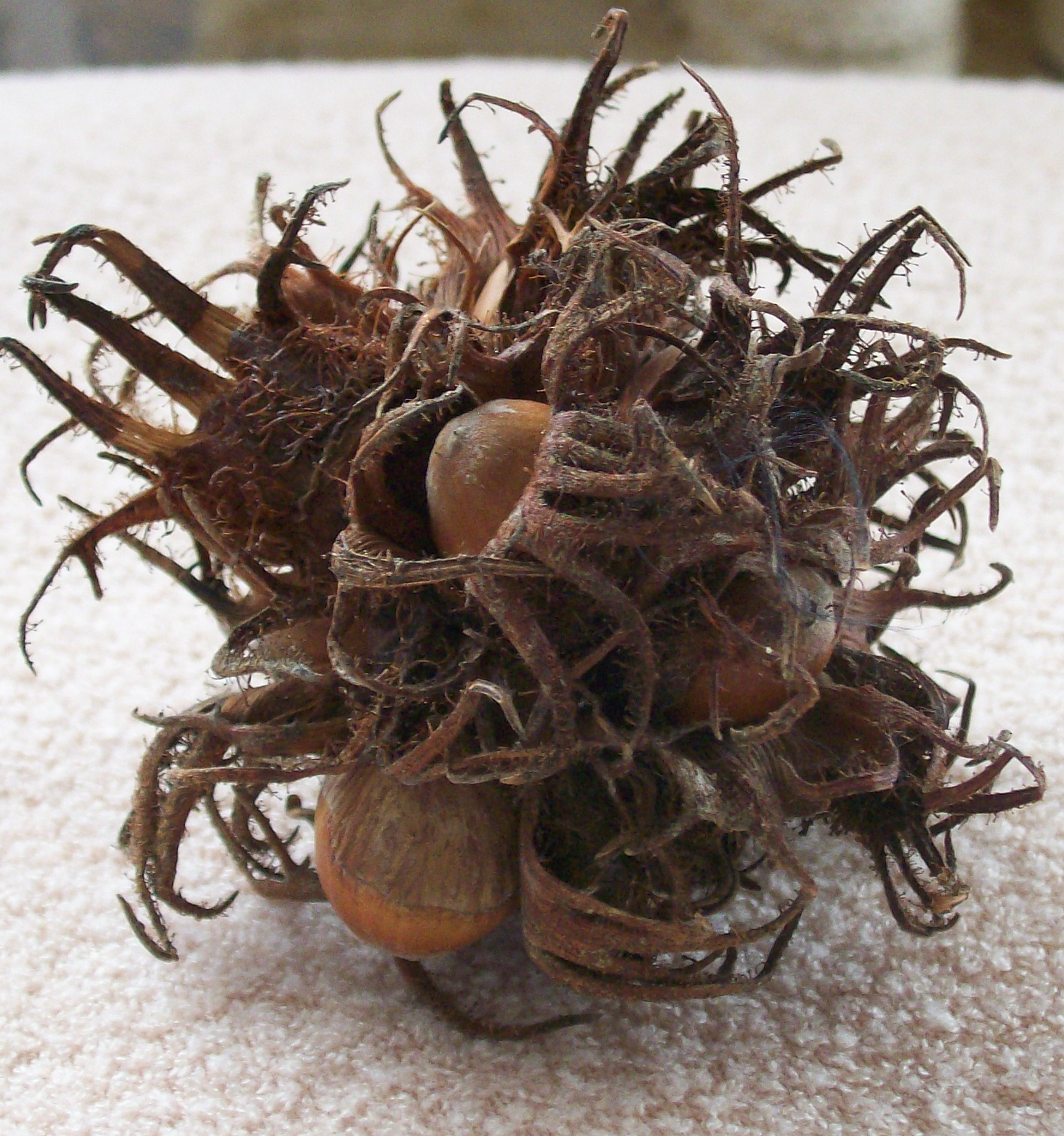
A törökmogyoró beérett termése
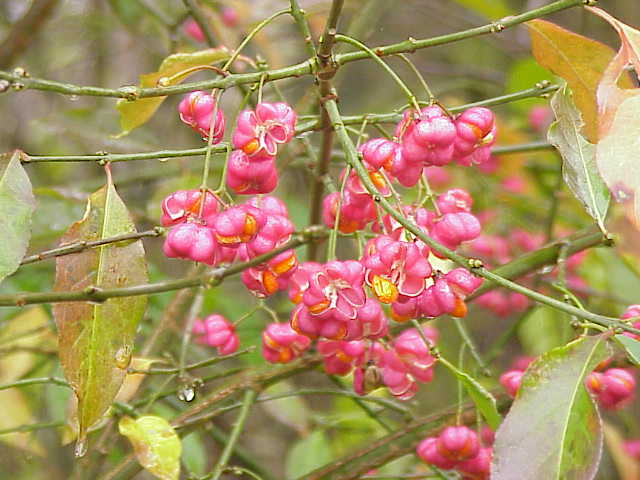
Csíkos kecskerágó
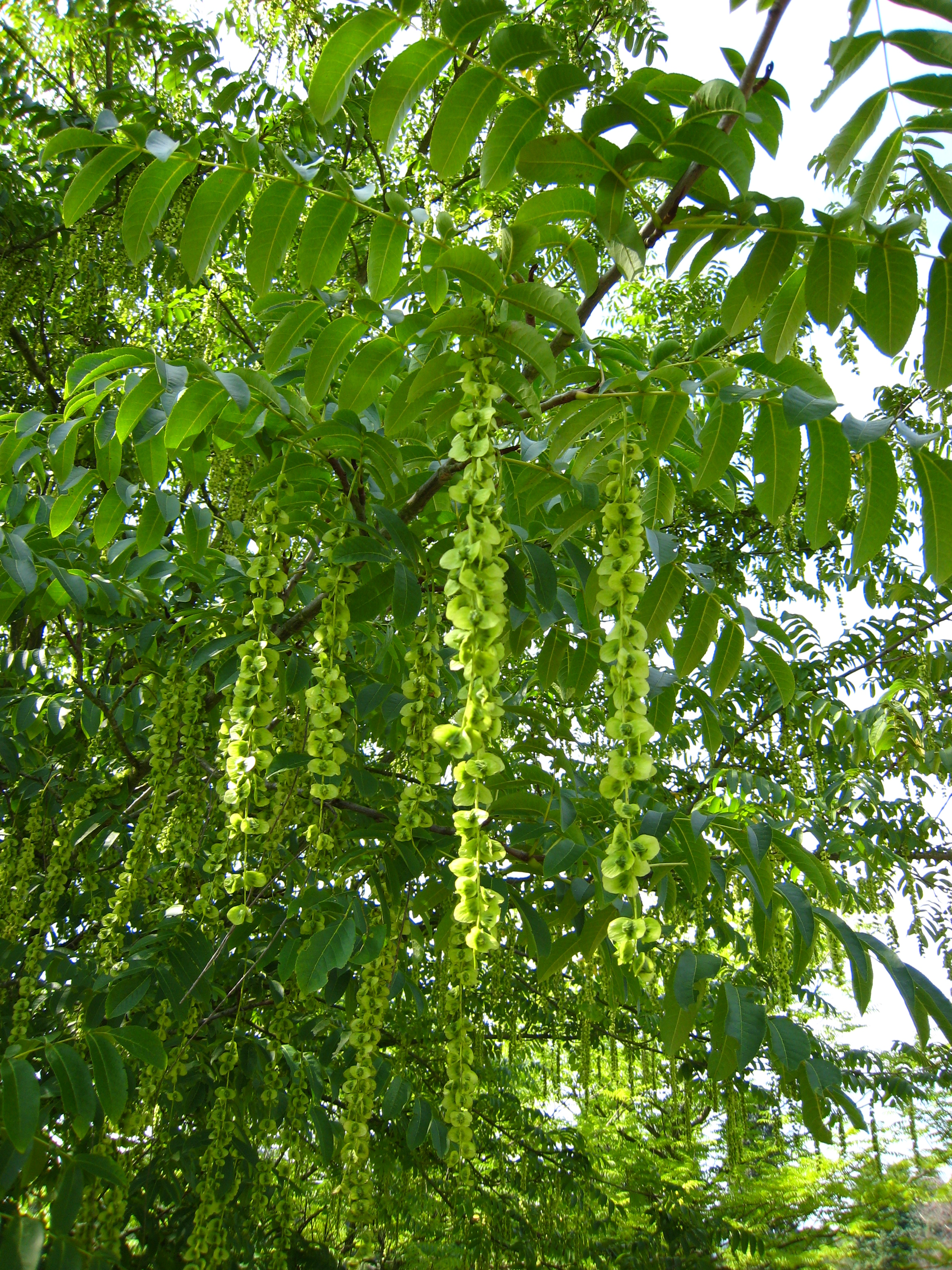
Kaukázusi szárnyasdió virágzó ága
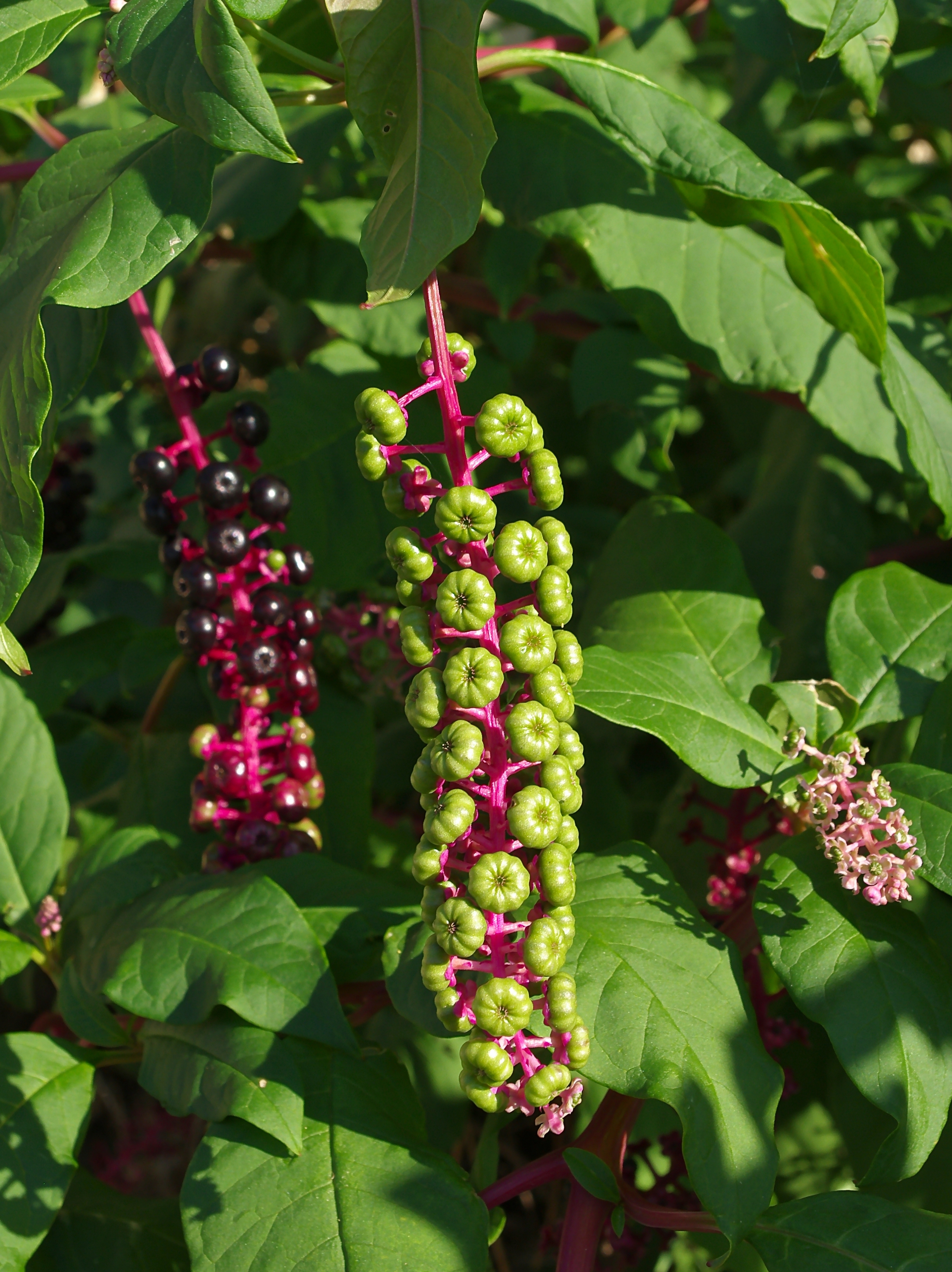
Alkörmös